# 살바토레 산초
살바토레 산초(이탈리아어: Salvatore Sanzo, 1975년 11월 26일~)는 이탈리아의 펜싱 선수로 주 종목은 플뢰레이다. 올림픽에 3회 출전하여 금메달 1개, 은메달 1개, 동메달 2개를 획득했으며, 세계 펜싱 선수권 대회에서 개인전 우승 2회를 포함하여 금메달 4개, 은메달 1개, 동메달 3개를 획득했다. 첫 올림픽인 2000년 하계 올림픽에서 단체전 동메달을 획득했고, 2004년 하계 올림픽에서는 개인전 은메달, 단체전 금메달을 획득했다. 현역 마지막 올림픽인 2008년 하계 올림픽에서는 개안전 동메달을 획득했다.